# Robert Jordan
Robert Jordan, nome d'arte di James Oliver Rigney (Charleston, 17 ottobre 1948 – Charleston, 16 settembre 2007), è stato uno scrittore statunitense di romanzi fantasy.
È noto principalmente per aver scritto la serie di romanzi fantasy La ruota del tempo.

## Biografia
James Oliver Rigney Jr., nato a Charleston, nella Carolina del Sud, conseguì una laurea in fisica presso il Citadel Military College della Carolina del Sud e in seguito partì per la Guerra del Vietnam, durante la quale ricevette tre decorazioni al valore tra il 1968 e il 1970.
Dopo aver scritto tre romanzi storici sotto lo pseudonimo di Reagan O'Neal e un western sotto lo pseudonimo di Jackson O'Reilly, agli inizi degli anni ottanta iniziò a scrivere fantasy con lo pseudonimo di Robert Jordan riprendendo il personaggio di Conan il cimmero (Conan the Cimmerian) di Robert Ervin Howard, a cui dedicò un intero ciclo narrativo. Nel 1990, iniziò con L'occhio del mondo (The Eye of the World) l'epico ciclo de La Ruota del Tempo (The Wheel of Time), una saga fantasy imponente (oltre 800 pagine per ogni romanzo) in cui ricrea un dettagliato universo fantasy.
Il 23 marzo 2006 Jordan dichiarò che gli era stata diagnosticata una forma di amiloidosi cardiaca; i medici lo avvertirono che gli rimanevano non più di quattro anni di vita, ma egli affermò di voler superare questo limite. In seguito pubblicò sul suo blog personale, Dragonmount, messaggi in cui invitava i propri lettori a non preoccuparsi delle sue condizioni e in cui affermava di voler vivere una vita lunga e creativa. Iniziò la chemioterapia in una clinica di Rochester, circa una settimana dopo. Jordan venne coinvolto in una cura sperimentale basata sull'uso del Revlimid, noto anche come Lenalidomide, già impiegato nei casi di mieloma multiplo, ma non ancora in quelli di amiloidosi.
Morì il 16 settembre 2007 intorno alle 2.45 del pomeriggio, secondo il fuso orario degli Stati Uniti orientali. I funerali ebbero luogo tre giorni dopo. Jordan venne cremato e le sue ceneri furono sepolte in un appezzamento vicino a una chiesa Episcopale fuori da Charleston.
La conclusione del ciclo è uscita postuma: l'autore, presagendo cosa stava per capitargli, fornì minuziose istruzioni (interi capitoli, vari appunti scritti, ma anche registrazioni audio), alla moglie, Harriet McDougal, che era stata la sua editor nel corso di tutta la sua carriera, all'editore e al cugino Wilson Groom. Per redigere gli ultimi volumi la vedova scelse Brandon Sanderson, autore fantasy già noto oltreoceano per la saga Mistborn.
A dicembre 2012 negli Stati Uniti è uscito un documentario sulla sua vita, intitolato The Wit of the Staircase: The Life and Works of Robert Jordan.

## Opere

### Ciclo di Fallon
Scritto con il nome Reagan O'Neal
1. 1980 - The Fallon Blood
2. 1981 - The Fallon Pride
3. 1982 - The Fallon Legacy

### Ciclo di Conan
- 1982 - Conan the Defender
- 1982 - Conan l'invincibile (Conan the Invincible), Fanucci (ISBN 978-88-347-0570-4)
- 1983 - Conan the Triumphant
- 1983 - Conan the Unconquered
- 1984 - Conan the Destroyer (in un primo momento il romanzo era stato annunciato come King of Thieves)[8]
- 1984 - Conan the Magnificent
- 1984 - Conan the Victorious

I primi sei romanzi sono stati raccolti in due trilogie:
- 1995 - The Conan Chronicles, comprende Conan the Invincible, Conan the Defender e Conan the Unconquered
- 1997 - The Conan Chronicles II. comprende Conan the Destroyer, Conan the Magnificent e Conan the Triumphant

### CicloLa Ruota del Tempo
1. 1990 - L'occhio del mondo (The Eye of the World), Fanucci, ISBN 978-88-347-1133-0
2. 1990 - La grande caccia (The Great Hunt), Fanucci, ISBN 978-88-347-1218-4
3. 1991 - Il drago rinato (The Dragon Reborn), Fanucci, ISBN 978-88-347-1219-1
4. 1992 - L'ascesa dell'Ombra (The Shadow Rising), Fanucci, ISBN 978-88-347-1234-4
5. 1993 - I fuochi del cielo (The Fires of Heaven), Fanucci, ISBN 978-88-347-1287-0
6. 1994 - Il signore del caos (Lord of Chaos), Fanucci, ISBN 978-88-347-1121-7
7. 1996 - La corona di spade (A Crown of Swords), Fanucci, ISBN 978-88-347-1232-0
8. 1998 - Il sentiero dei pugnali (The Path of Daggers), Fanucci, ISBN 978-88-347-1358-7
9. 2000 - Il cuore dell'inverno (Winter's Heart), Fanucci, ISBN 978-88-347-1426-3
10. 2002 - Crocevia del crepuscolo (Crossroads of Twilight), Fanucci, ISBN 978-88-347-1533-8
11. 2005 - La lama dei sogni (Knife of Dreams), Fanucci,, ISBN 978-88-347-1626-7
12. 2009 - Presagi di tempesta (The Gathering Storm), Fanucci, ISBN 978-88-347-1676-2 - scritto da Brandon Sanderson (coautore)
13. 2010 - Le torri di mezzanotte (Towers of Midnight), Fanucci, ISBN 978-88-347-1834-6 - scritto da Brandon Sanderson (coautore)
14. 2013 - Memoria di luce (A Memory of light), Fanucci, ISBN 978-88-347-2244-2, scritto da Brandon Sanderson (coautore)

I volumi dal 12 al 14, postumi, furono scritti da Brandon Sanderson sulla base di materiale manoscritto e registrazioni ordinate, raccolte e composte da Robert Jordan.
- 2004 - Nuova primavera (New Spring: A Wheel of Time Prequel), Fanucci, ISBN 978-88-347-1083-8 - prequel della serie

#### CicloEye of the World
Edizione statunitense per ragazzi di The Eye of the World, libro primo del ciclo de La Ruota del Tempo, diviso in due volumi e contenente un nuovo prologo incentrato su Egwene. 
1. 2002 - From the Two Rivers
2. 2002 - To the Blight

#### CicloGreat Hunt
Edizione statunitense per ragazzi di The Great Hunt, libro secondo del ciclo de La Ruota del Tempo, diviso in due volumi.
1. 2004 - The Hunt Begins
2. 2004 - New Threads in the Pattern

#### Companion
- 1997 The World of Robert Jordan's The Wheel of Time, scritto con Teresa Patterson
- 2015 The Wheel of Time Companion: The People, Places, and History of the Bestselling Series, compilato da Harriet McDougal, Alan Romanczuk e Maria Simons

### American Indians
- 1982 - Cheyenne Raiders, scritto con il nome di Jackson O'Reilly

Si tratta del sesto volume comparso in una serie i cui volumi precedenti sono stati scritti da altri autori.

### Racconti e Romanzi brevi
- 2004 New Spring (racconto breve)
- 2019 Warrior of the Altaii (romanzo breve)